# کامارونز (چوبوت)
کامارونز (به اسپانیایی: Camarones) یک منطقهٔ مسکونی در آرژانتین است که در Florentino Ameghino Department واقع شده‌است. کامارونز ۱٬۰۷۹ نفر جمعیت دارد.